# Phan Đình Phùng, Mỹ Hào
Phan Đình Phùng là một phường thuộc thị xã Mỹ Hào, tỉnh Hưng Yên, Việt Nam.

## Địa lý
Phường Phan Đình Phùng nằm ở phía bắc thị xã Mỹ Hào, có vị trí địa lý:
- Phía đông giáp huyện Văn Lâm và xã Cẩm Xá
- Phía tây và phía bắc giáp huyện Văn Lâm.
- Phía nam giáp các phường Nhân Hòa, Bần Yên Nhân và xã Cẩm Xá.

Phường Phan Đình Phùng có diện tích 7,52 km², dân số năm 2019 là 8.795 người, mật độ dân số đạt 1.169 người/km².

## Lịch sử
Trước đây, Phan Đình Phùng là một xã thuộc huyện Mỹ Hào.
Ngày 13 tháng 3 năm 2019, Ủy ban Thường vụ Quốc hội ban hành Nghị quyết 656/NQ-UBTVQH14 (nghị quyết có hiệu lực từ ngày 1 tháng 5 năm 2019). Theo đó, chuyển huyện Mỹ Hào thành thị xã Mỹ Hào và thành lập phường Phan Đình Phùng trên cơ sở toàn bộ 7,52 km² diện tích tự nhiên và 11.815 người của xã Phan Đình Phùng.

## Hành chính
Phường Phan Đình Phùng được chia thành 7 tổ dân phố: Kim Huy, Hoàng Lê, Quan Cù, Phúc Xá, Ngọc Trì, Yên Xá, Nghĩa Trang. Trung tâm hành chính của Phường trước đây được đặt tại TDP Hoàng Lê, sau đó được dời về TDP Kim Huy.

## Giao thông
Trên địa bàn phường Phan Đình Phùng có tỉnh lộ 196 và tỉnh lộ 259 chạy qua.

## Di tích
- Chùa Mục Đồng được xây dựng từ thời vua Đinh Tiên Hoàng, khi vua dẹp loạn 12 sứ quân qua đây.[4]